# Франческа Гааль
Франческа Гааль (нім. Franciska Gaal, уроджена Сидонія Зільбершпіц (угор. Szidónia Silberspitz), 1 лютого 1904 — 2 січня 1973) — угорська та американська актриса, одна з зірок довоєнного кінематографа.

## Життєпис
Франческа Гааль народилася 1904 року, тринадцятою і останньою дитиною в дружній єврейській сім'ї. У 3-річному віці дівчинка читала напам'ять довгий вірш, стоячи на стільці у величезному залі. Дебют був присвячений «золотому» весіллю бабусі та дідуся.
В юності Фанні вирішила стати акторкою, і в 1918 році, в 14-рчному віці, вступила до театральної академії Будапешта. Через рік її було відраховано за прогули. Після відрахування працювала у міському німецькому театрі на непомітних ролях. Почала зніматися ще за доби німого кіно — з 1919 року. Однак успіх і слава прийшли до актриси із приходом звукового кіно.
У 1928 році її помітив будапештський режисер Джо Пастернак, згодом голлівудець, який і зробив із неї кінозірку. У 1932 році акторка підписує контракт із німецькою кіностудією «Universum Film AG». Перша музична комедія за участю Гааль принесла їй величезний успіх. Акторка зіграла роль Ілони фон Такач у стрічці «Паприка» (1932). Франческа Гааль стала кумиром глядачів Австрії, Німеччини та Угорщини. 1933 року з Франчеською Гааль розривають контракт через національність актриси. Франческа Гааль повертається до Австрії разом із Джо Пастернаком.
У 1933—1937 роках акторка знялася у своїх найкращих музичних комедіях: Люсі Карел у картині «Чібі, кумедне дівчисько» (1934, реж. Макс Нойфельд), Єва Балог у фільмі «Скандал в Будапешті» (1934, реж. Геза фон Больварі), Єва в комедії «Петер» (1934), Марі Боннар у знаменитому фільмі «Маленька мама» (1935). Темперамент актриси, чарівність та чудова акторська техніка принесли неймовірний успіх комедіям за її участю. Пісеньки із цих фільмів співала вся Європа. Задертий носик, тонкі ніби намальовані брови, зачіска кудлатого хлопчика завдяки їй надовго увійшли в моду в країнах Східної Європи. Створений нею образ здатної постояти за себе веселої та товариської дівчини з відкритим характером набув неймовірної популярності, у тому числі й у СРСР.
1938 року, рятуючись від нацистів, Джо Пастернак і Франческа Гааль переїхали до Голлівуду. Режисер став директором провідної кінокомпанії Universal. У фільмі Сесіла Блаунта Де Мілля «Флібуст'єр» (1938) Франческа Гааль виконала роль Гретхен. Потім знялася ще у кількох фільмах, грала у бродвейських мюзиклах. Проте стати голлівудською зіркою Франчесці не вдалося.
1940 року Франческа Гааль повертається до Будапешта. Під час Другої світової війни переховувалася від фашистів у підвалі будинку та у своїх угорських друзів. Нацисти майже повністю знищили величезну родину Гаалів — матір по-звірячому закатували в будапештському гетто, сестру знищили в концтаборі Пресбург, племінника розстріляли на вулиці.

У Фельдварі, біля воріт великого особняка, танкістів зустріла молода жінка з бровами настільки вистриженими, що, здавалося, їх довелося намалювати знову. У ній була дивна чарівність — дуже молодої дівчини, дівчиська та акторська впевненість у собі. Вона швидко зрозуміла реквізиційні наміри гостей та категорично заявила:
 — Я Петер! Петер із фільму. — Брешеш, суко,— сказав танкіст,— я Петера добре знаю.
І відскочив, приголомшений,— жінка легко зігнулася, прицмокнула язиком і заспівала пісеньку, свою пісеньку з тих, що назавжди залишились у нашій пам'яті. За годину весь батальйон знав про Петера. Темп наступу сповільнився. Штаб у повному складі розглядав альбоми — «Петера», «Катерини», «Маленької мами». Замполіт вів дипломатичні переговори. Комбат ввічливо поглядав, скоса на чоловіка з товстими негритянськими губами,— при Петері був чоловік. Незадовго до війни Франческа Гааль (Франчишка, як її звуть на батьківщині) гастролювала в Америці. Посварилася з Голлівудом, де посміялися з глухого європейського ліризму. Повернулась до Угорщини. Тут на неї чекав бойкот, расові закони, ізоляція в північному маєтку.

У 1946 році намагалася повернутися в кіно, проте колишня слава залишилася позаду. Наприкінці 1940-х років актриса поїхала до США. Останні роки життя Гааль жила в Нью-Йорку, де й померла 2 січня 1973 року на 70-му році життя в злиднях всіма забута.

## Фільмографія
- 1932 — Паприка — Ілона фон Такач
- 1933 — Gruß und Kuß — Вероніка
- 1934 — Чібі, кумедне дівчисько — Люсі Карел
- 1934 — Весняний вальс — Марика
- 1934 — Скандал у Будапешті — Єва Балог
- 1934 — Петер — Єва/Петер
- 1935 — Маленька мама — Марі Боннар
- 1936 — Катерина — Катерина
- 1938 — Флібустьєр — Гретхен
- 1938 — The Girl Downstairs — Катерина Лінц
- 1939 — Paris Honeymoon
- 1946 — Renee XIV (1946, не завершено)